# Empididae
Famille
Les Empididae forment une famille d'insectes diptères brachycères : ce sont des mouches prédatrices à longues pattes et trompe souvent bien développée, comptant de très nombreuses espèces en Europe. Leurs mœurs nuptiales sont fascinantes. La rencontre des sexes a lieu généralement au cours d'un vol nuptial en essaim. Chez nombre d'espèces, le mâle apporte à la femelle un cadeau en guise de prélude à l'accouplement. Il s'agit le plus souvent d'un petit insecte que la femelle dévorera durant l'accouplement. Chez certaines espèces, l'insecte est "emballé" dans un cocon soyeux, alors que chez d'autres le cocon ne contient pas d'insecte mais devient lui-même le cadeau; chez d'autres enfin, un petit pétale de fleur blanche peut tenir lieu de présent. On peut donc observer chez les Empididae les différents stades conduisant à une ritualisation de l'offrande nuptiale.

## Liste des sous-familles
Selon ITIS (27 févr. 2013) :
- Brachystomatinae
- Clinocerinae
- Empidinae
- Hemerodromiinae
- Oreogetoninae

## Liste des genres

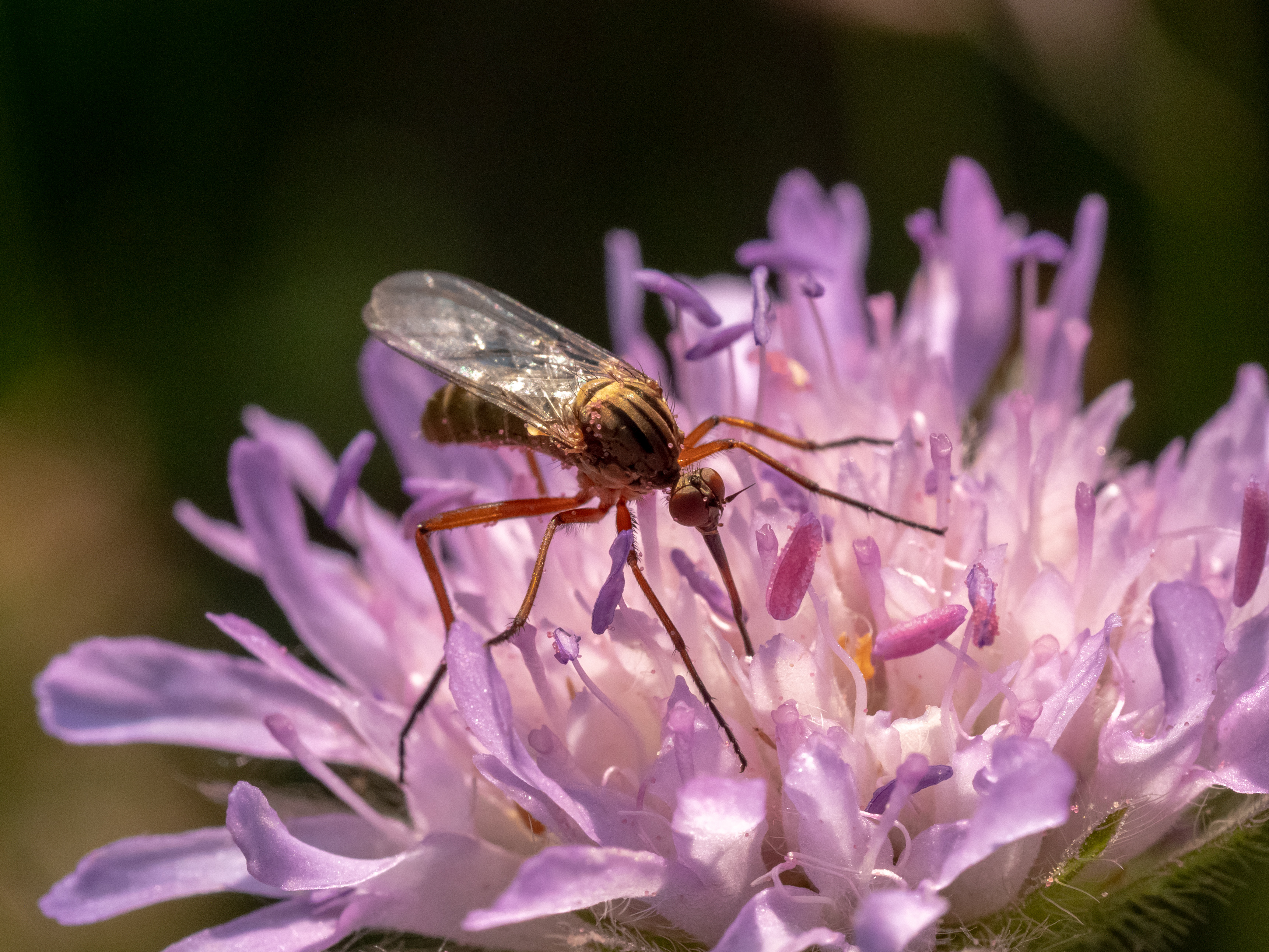
L'empididae Rhamphomyia sur une fleur. Mai 2018.

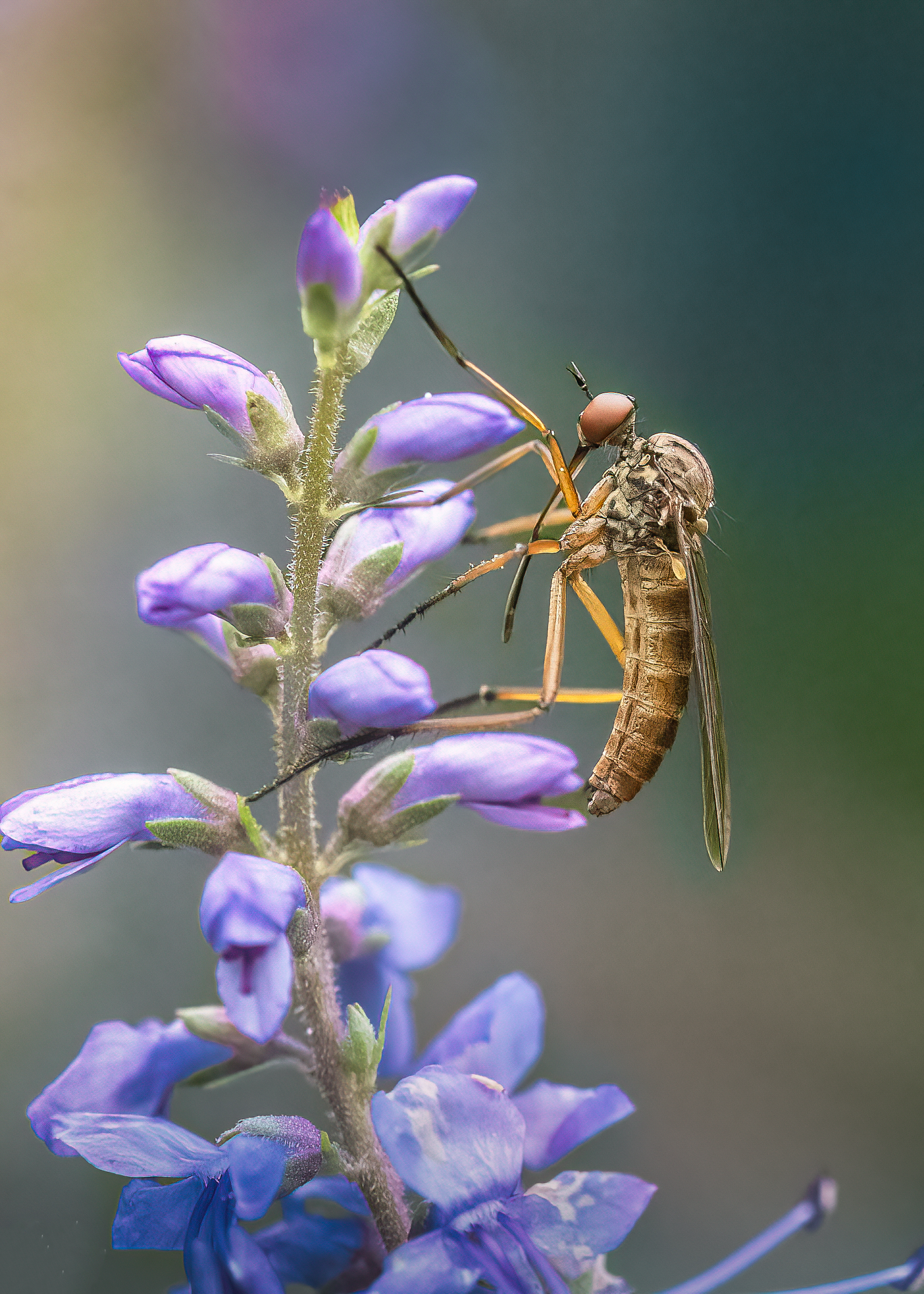
Empis stercorea sur Véronique vivace

Selon Catalogue of Life (27 févr. 2013) :
- genre Achelipoda
- genre Adipsomyia
- genre Afroclinocera
- genre Afrodromia
- genre Afroempis
- genre Allochrotus
- genre Amictoides
- genre Aplomera
- genre Asymphyloptera
- genre Atrichopleura
- genre Austropeza
- genre Bandella
- genre Bergenstammia
- genre Brochella
- genre Chelifera
- genre Chelipoda
- genre Chelipodozus
- genre Cladodromia
- genre Clinocera
- genre Clinorhampha
- genre Colabris
- genre Cunomyia
- genre Deuteragonista
- genre Dipsomyia
- genre Dolichocephala
- genre Doliodromia
- genre Drymodromia
- genre Dryodromya
- genre Edenophorus
- genre Empidadelpha
- genre Empis
- genre Eugowra
- genre Gynatoma
- genre Hemerodromia
- genre Hesperempis
- genre Hilara
- genre Hilarempis
- genre Hilarigona
- genre Hormopeza
- genre Hybomyia
- genre Hydropeza
- genre Hypenella
- genre Hystrichonotus
- genre Lamprempis
- genre Macrostomus
- genre Metachela
- genre Monodromia
- genre Munburra
- genre Neoplasta
- genre Opeatocerata
- genre Oreothalia
- genre Pasitrichotus
- genre Philetus
- genre Phyllodromia
- genre Porphyrochroa
- genre Proagomyia
- genre Proclinopyga
- genre Ptilophyllodromia
- genre Ragas
- genre Rhamphella
- genre Rhamphomyia
- genre Rhyacodromia
- genre Roederiodes
- genre Sphicosa
- genre Thinempis
- genre Trichoclinocera
- genre Trichohilara
- genre Wiedemannia
- genre Zanclotus

## Liste des genres présents en Europe
Selon Fauna Europea, 28 genres sont représentés en Europe, qui totalisent 806 espèces:
- Anthepiscopus (4 espèces)
- Bergenstammia (10 espèces)
- Brachystoma (2 espèces)
- Chelifera (30 espèces)
- Chelipoda (3 espèces)
- Clinocera (9 espèces)
- Clinocerella (2 espèces)
- Dolichocephala (13 espèces)
- Dryodromia (1 espèce)
- Empis (14 sous-genres, 225 esp.)
- Gloma (1 espèce)
- Heleodromia (2 sous-genres, 7 esp.)
- Hemerodromia (16 espèces)
- Hilara (174 espèces)
- Hormopeza (2 espèces)
- Iteaphila (4 espèces)
- Kowarzia (25 espèces)
- Metachela (1 espèce)
- Oreogeton (1 espèce)
- Phaeobalia (15 espèces)
- Phyllodromia (1 espèce)
- Pseudoheleodromia (1 espèce)
- Ragas (1 espèce)
- Rhamphomyia (7 ss-genres, 181 esp.)
- Roederiodes (6 espèces)
- Trichoclinocera (1 espèce)
- Trichopeza (2 espèces)
- Wiedemannia (6 sous-genres, 68 esp.)